# Kazimierz Szabat
Kazimierz Szabat (ur. 1902, zm. 29 grudnia 1942 w Majdanie Nowym) – polski rolnik, zabity za pomaganie Żydom podczas II wojny światowej. 

## Życiorys
Kazimierz Szabat pracował jako rolnik w lubelskiej wsi Majdan Nowy.
W czasie likwidacji jesienią 1942 getta w Biłgoraju, Tarnogrodzie i Józefowie nielicznym Żydom udało się zbiec i znaleźć schronienie w miejscowych lasach i opuszczonych zabudowaniach. Jednym z udzielających pomocy był Kazimierz Szabat.
29 grudnia 1942 niemieccy policjanci przeprowadzili w Majdanie Nowym obławę. W jej wyniku wyłapano ukrywających się Żydów, między innymi trzyosobową rodzinę Feilów, której pomagała rodzina Kowalów, następnie zamordowano ich, a ich mienie zagrabiono. Niemcy dokonali również licznych podpaleń. Niemcy przywieźli furmanką Żydówkę Itę Becher (Boruch), na której torturami wymusili wskazanie osób pomagających Żydom, a następnie ją zabili.
Za pomoc ukrywającym się Żydom Niemcy brutalnie przesłuchiwali, a następnie zastrzelili Jana Gnidułę, Katarzynę Kowal, Józefa Kowala, Mariannę Łubiarz, Anastazję Łubiarz, Katarzynę Margol i Kazimierza Szabata. Pochowano ich na cmentarzu w Majdanie Starym.
29 września 2022 w Nowym Majdanie z inicjatywy Instytutu Pileckiego uroczyście odsłonięto w ramach projektu Zawołani po imieniu tablicę upamiętniającą osoby zamordowane 29 grudnia 1942 za pomaganie Żydom, w tym Kazimierza Szabata.